# アイヴァンホー (駆逐艦)
|          | |
| 艦歴     | |
| 発注     | |
| 起工     | 1936年2月6日 |
| 進水     | 1937年2月11日 |
| 就役     | 1937年8月24日 |
| 退役     | |
| その後   | 1940年9月1日に沈没 |
| 除籍     | |
| 性能諸元 | |
| 排水量   | 基準 1,370トン、満載 1,888トン                                                                                                  |
| 全長     | 323 ft (98 m) |
| 全幅     | 33 ft (10 m) |
| 吃水     | 12.5 ft (3.8 m) |
| 機関     | アドミラリティ・ボイラー3基 パーソンズ式蒸気タービン2基2軸推進、34,000 shp                                                      |
| 最大速   | 35.6ノット |
| 乗員     | 145名 |
| 兵装     | 119mm(4.7 in) Mark IX 単装砲（CP Mk.XVIII 砲塔）4基 4連装 QF 0.5インチ 20 cwt Mk.I 対空砲 2基 533mm（21 in）5連装魚雷発射管 2基 |

アイヴァンホー (HMS Ivanhoe, D16) は、1937年進水のイギリス海軍の駆逐艦。I級。

## 艦歴
ヤーロウ・シップビルダーズで1936年2月6日起工。1937年2月11日進水。同年8月24日就役。
1939年10月14日、アイルランドの南西沖で「アイヴァンホー」と駆逐艦「イントレピッド、「イングルフィールド」はドイツ潜水艦「U45」を撃沈。
1940年はノルウェー作戦やフランスからの撤退作戦に参加。6月1日、空襲で損傷。
1940年9月1日、北海で触雷。駆逐艦「ケルヴィン」により曳航されたが空襲を受けさらに損傷したため、「ケルヴィン」の魚雷により処分された（テセルの惨事）。